# Бирдик (Ноокенский район)
Бирдик (кирг. Бирдик) — село в Ноокенском районе Джалал-Абадской области Кыргызстана. Входит в состав Шайданского айылного аймака.

## География
Село расположено в южной части области, на правом берегу реки Шайдан-Сай, на расстоянии приблизительно 3 километров (по прямой) к востоку от села Масы, административного центра района. Абсолютная высота — 694 метра над уровнем моря.

## Население
Согласно оценочным данным Национального статистического комитета Кыргызской Республики, численность населения села на начало 2023 года составляла 2942 человека.
| год     | 2009 | 2014 | 2015 | 2020 | 2021 | 2023 |
| ------- | ---- | ---- | ---- | ---- | ---- | ---- |
| человек | 2678 | 2908 | 2766 | 2771 | 2851 | 2942 |